# Daumensprung

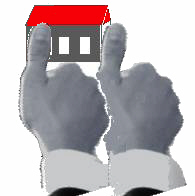
Daumensprung: Der linke Rand des Daumens deckt sich je nach benutztem Auge mit der linken bzw. rechten Hauskante.

Der Daumensprung ist eine Faustregel, um die Entfernung zu einem Objekt oder dessen Größe zu schätzen. Die Regel besagt, dass die Breite, um die der Daumen auf dem beobachteten Objekt beim Augenwechsel „springt“ (im Bild um die Hausbreite), ein Zehntel der Entfernung beträgt.
Genutzt wird dabei die Parallaxe der Visierrichtungen beider Augen über die Seitenkante eines am gestreckten Arm aufgestellten Daumens.

## Hintergrund

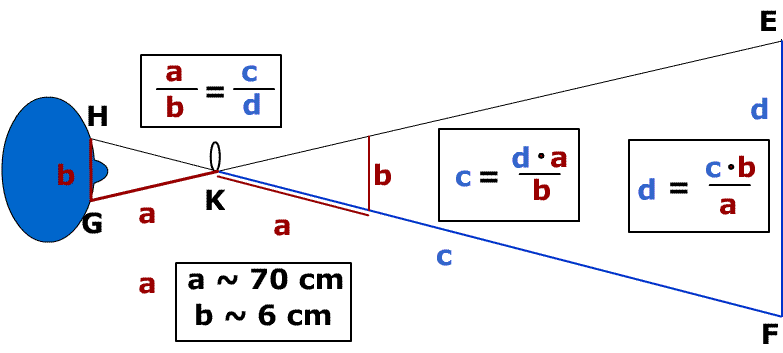
Strahlensatz
a = Armlänge; b = Augenabstand; c(+a) = Objektabstand; d = Objektgröße; K = Kreuzungspunkt

Bei dieser Schätzung dient der eigene Körper als Maßverkörperung für einen Winkel. Der über die Schulter angepeilte Daumen am ausgestreckten Arm eines Erwachsenen ist 60 bis 70 Zentimeter vom Gesicht entfernt, während der Augenabstand 6 bis 7 Zentimeter beträgt. Das Längenverhältnis variiert von Mensch zu Mensch im Bereich von 1:7 bis 1:12 und muss für beste Messergebnisse individuell ermittelt werden. Die Übertragung des Längenverhältnisses auf den Objektraum ist eine Anwendung des Strahlensatzes, siehe Abbildung rechts. Ein Verhältnis von 1:10 entspricht einem Winkel von etwa 5,7°.

## Durchführung einer Entfernungsschätzung
- einen Arm ganz ausstrecken, auch die Schulter zum Ziel drehen, Faust machen, Daumen „aufstellen“ (besser ein Schreibstift, Hölzchen etc., da es die Genauigkeit steigert).
- ein Auge schließen, mit dem anderen – dem geöffneten – Auge über den Daumen das Ziel anpeilen
- nun das offene Auge schließen, das andere öffnen
- der Daumen ist nun scheinbar zur Seite gesprungen
- nun schätzt man den Abstand am Ziel zwischen „Daumen 1“ und „Daumen 2“. Hilfreich kann eine bekannte Vergleichsgröße sein (z. B. PKW-Länge).
- diesen Abstand multipliziert man mit 10 und erhält ungefähr die Entfernung.

### Beispiel
In der obigen Grafik passt die Basislänge des Hauses „zufällig“ zwischen den jeweils linken Rand von „Daumen 1“ und „Daumen 2“. Die Hausbreite sei 7 Meter; damit beträgt die geschätzte Entfernung bis zum Haus 70 Meter.

## Winkelmessung
Um den horizontalen Winkelabstand zweier entfernter Punkte zu messen, können durch wiederholtes Nachrücken des Daumens (vor einem gegliederten Hintergrund, der ausreichend Anhaltspunkte dafür bietet) und eventuell Weiterdrehen des Körpers mehrere Daumensprünge addiert und so Vielfache des Winkels von etwa 6° erzeugt werden. Durch Querneigen des Kopfes und Daumens können die Winkel in verschiedene Richtungen ausgerichtet werden, etwa um die Winkel Azimut und Elevation von Sternen oder Winkelabstände zwischen zwei Sternen grob zu eruieren.

## Militärische Verwendung
Die Technik wird auch verwendet bei der Zielansprache: Zwei feindliche Schützen einen Daumensprung links vom einzelstehenden Baum.